# ビジャ・カステリ・ヘリコプター衝突事故
2015年3月9日、2機のユーロコプターAS350エキュレイユヘリコプターがアルゼンチンのビジャ・カステリ近くで空中衝突し、両方の航空機に搭乗していた10人全員が死亡した。

## 背景
フランスのテレビ局TF1は、ヘリコプターで有名人を過酷な環境に連れて行き、生き残るための奮闘を撮影するリアリティテレビ番組であるDroppedのエピソードを撮影していた。キャストは、アラン・ベルナール、フィリップ・キャンデロロ、ジャニー・ロンゴ、シルヴァン・ヴィルトール、さらにアルトハウド、ムファット、ヴァスティンなどのフランスのアスリートを含むさまざまなオリンピックメダリストや国際的なスポーツ選手で構成されていた。スイスのアスリートAnne-FloreMarxerも参加していた。
撮影は2015年2月下旬にアルゼンチンのはるか南にあるウシュアイアで始まり、その後、首都ブエノスアイレスから約1,170 km（730マイル）のラリオハ州にあるアルゼンチン北西部に移動した。事故当時、ヴィルトールはすでに番組から外され、フランスに戻っていた。

## 衝突
2機のヘリコプターにはそれぞれパイロット1名、乗客4名が搭乗していた。
両機が離陸してから数秒後、現地時間の17:15頃、2機のヘリコプターが約100メートルの高さで上昇中に衝突し、2機とも地面に墜落した。

## 航空機
関与した2機の航空機は共にユーロコプターAS350B3エキュレイユである。
機体記号 LQ-CGKは2010年に製造され、ラリオハ州政府が保有していたものである。
機体記号 LQ-FJQは2012年に製造され、サンティアゴデルエステロ州政府が保有していたものである。 

## 犠牲者
フランスのアスリートフローレンス・アルトー、カミーユ・ムファ、アレクシス・バスティーヌを含め、両機に搭乗していた10人全員が事故で死亡した。他にも2人のアルゼンチン人パイロットと5人のフランス人の番組制作チームAdventure LineProductionsのメンバーの死亡が確認された。

## 反応
- フランソワ・オランドフランス大統領は、「私たちの仲間のフランス国民の突然死は計り知れない悲しみの原因である。」と述べた[7]。
- シルヴァン・ヴィルトールは、「友達に悲しみ、震え、恐怖を感じ、言葉がなく、何も言いたくない」とツイートした[7][8]。
- TF1は、「すべてのTF1チームは、犠牲者の家族や親戚の苦痛とともに、この恐ろしい時期に集まります」と述べている[7]。